# Fântânele, Constanța
Fântânele este satul de reședință al comunei cu același nume din județul Constanța, Dobrogea, România. Se află în partea de nord a județului, în Podișul Cotmeana. La recensământul din 2002 avea o populație de 1693 locuitori. Până în 2005 a aparținut comunei Cogealac. În trecut s-a numit Imamçeșme/ İnançeșme/ Inancișmea.